# 라자레바츠

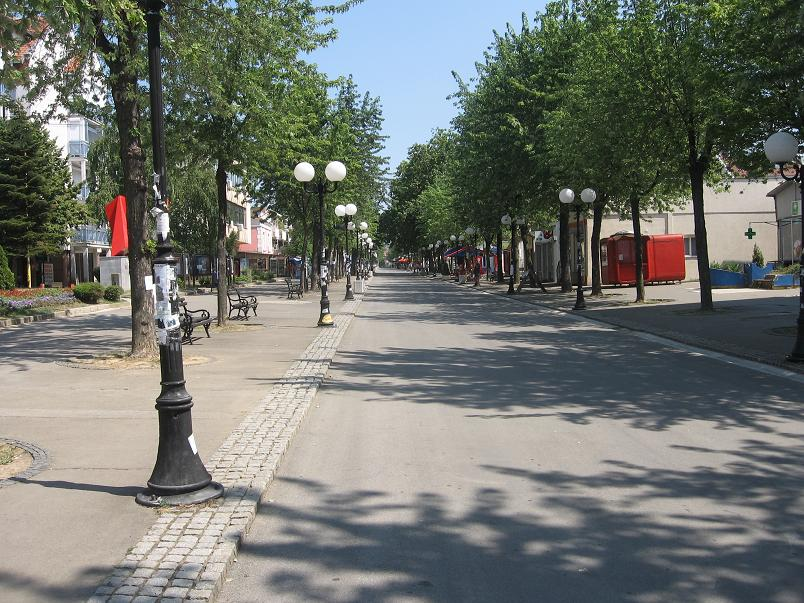
라자레바츠의 거리

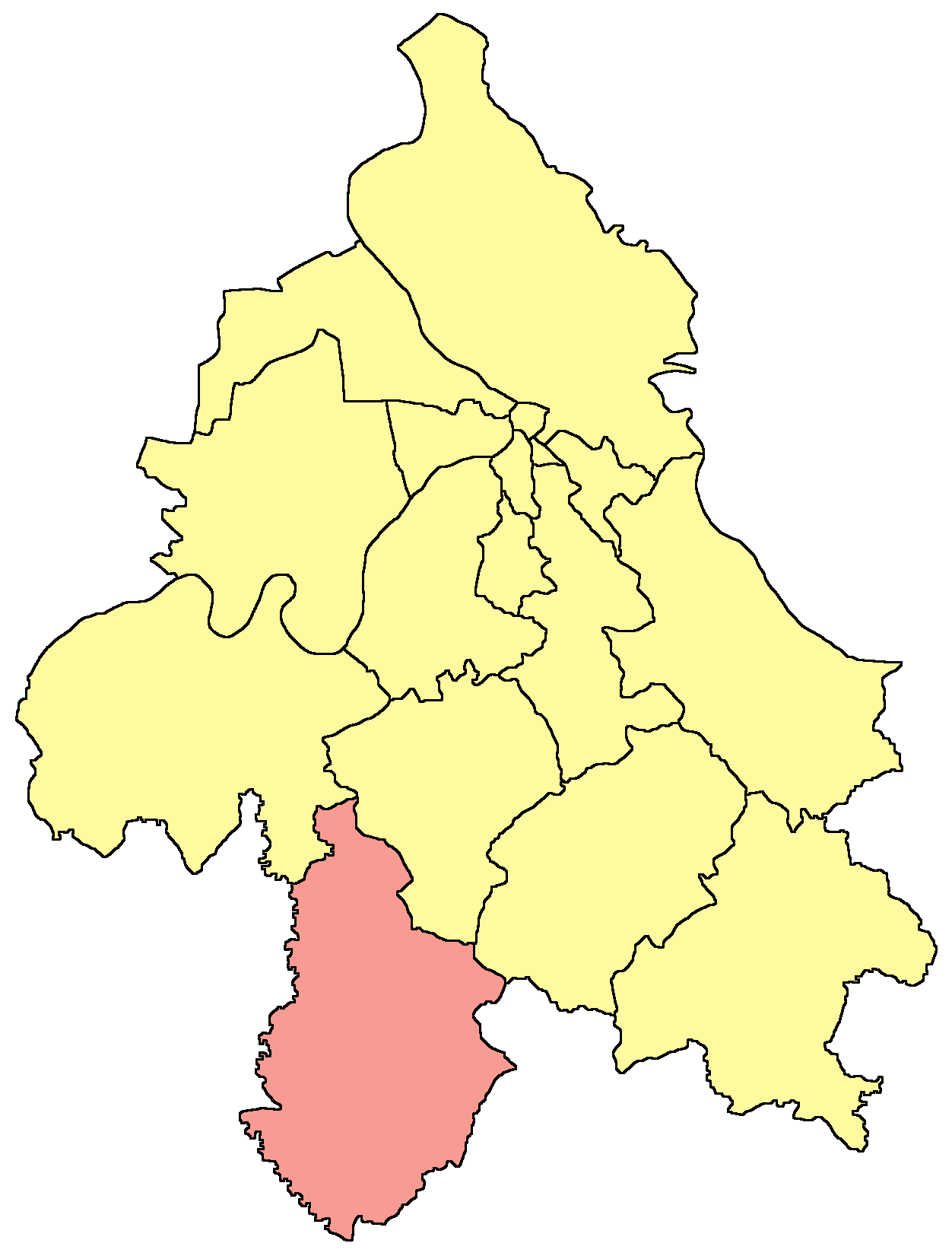
베오그라드 시 지도에 표시된 라자레바츠의 위치

라자레바츠(세르비아어: Лазаревац / Lazarevac)는 세르비아의 수도인 베오그라드를 구성하는 17개 지방 자치체 가운데 하나로 면적은 384km2, 인구는 58,224명(2011년 기준)이다.
베오그라드 남부에 위치한다. 1971년 믈라데노바츠와 함께 베오그라드에 편입되었다.

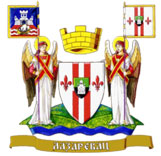
시 문장